# Монтелупо-Фьорентино
Монтелупо-Фьорентино (итал. Montelupo Fiorentino) — коммуна в Италии, располагается в регионе Тоскана, в провинции Флоренция.
Население составляет 13 032 человека (2008 г.), плотность населения составляет 530 чел./км². Занимает площадь 25 км². Почтовый индекс — 50056. Телефонный код — 0571.
Покровителем коммуны почитается святой апостол и евангелист Иоанн Богослов, празднование 27 декабря. 
В коммуне есть обсерватория — Обсерватория Монтелупо.

## Демография
Динамика населения:

## Администрация коммуны
- Официальный сайт: http://www.comune.montelupo-fiorentino.fi.it/

## Города-побратимы
- Манисес (Испания)
- Мутье-Сент-Мари (Франция)